# Flugplatz Bad Neustadt/Saale-Grasberg

i7
i11
i13

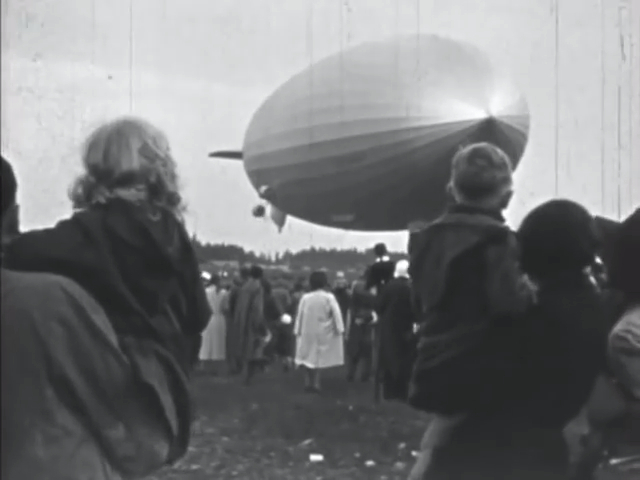
Luftschiff Graf Zeppelin II 1939 in Bad Neustadt

Der Flugplatz Bad Neustadt/Saale-Grasberg (ICAO-Code: EDFD) ist der Sonderlandeplatz der unterfränkischen Stadt Bad Neustadt an der Saale. Er ist im Eigentum des Aero-Club e. V. Bad Neustadt/Saale.

## Geografie
Der Flugplatz liegt zwei Kilometer südlich des historischen Stadtkernes von Bad Neustadt im Flurstück Haberkörnlein auf einer Höhe von 302 bis 306 m ü. NN. Er erstreckt sich längs zum Grasberg und befindet sich größtenteils auf dem Gebiet der Gemeinde Salz. Einen Kilometer nördlich verläuft die Fränkische Saale.
Naturräumlich steigt das Gelände südöstlich zum Grabfeld hin an, nordwestlich zu der Rhön.

## Geschichte
Die Fliegerei wurde in Bad Neustadt bereits in den 1930er Jahren betrieben, damals am Altenberg nördlich von Bad Neustadt. Im Juni 1939 machte dort das Luftschiff Graf Zeppelin II fest.
Nach der Besetzung im April 1945 durch alliierte Truppen war den Deutschen die Fliegerei zunächst verboten.
Die Interessengemeinschaft Segelflug nahm die Fliegerei 1949 zunächst illegal wieder auf, bis nach der Aufhebung des Flugverbotes der Verein 1950 wiedergegründet werden konnte. Der Verein machte sich daran, eine geeignete Stelle für einen neuen Flugplatz zu suchen und wurde am Grasberg fündig. Jedoch wurde ein regelmäßiger Flugbetrieb dort nicht genehmigt, da das Gelände zu nahe an der Innerdeutschen Grenze lag. Erst in den Jahren 1956 bis '58 kam die Geländeentwicklung allmählich in Schwung, als eine erste Flugzeughalle entstand und eine Windenstarteinrichtung beschafft wurde. Um 1960 wurden das Vereinsheim und ein provisorischer Tower gebaut. Im Jahr 1975 erfolgte die Zulassung als Sonderlandeplatz, nachdem mit Hilfe der US-Army das Rollfeld eingeebnet wurde. Im Jahr 1977 wurde die Schleppstrecke auf 750 m nochmals verlängert sowie 1978 der Tower erneuert. Seither wurden die Einrichtungen stets erweitert und modernisiert sowie das Rollfeld auf einer Fläche von 660 × 15 m asphaltiert. Eine Teilfläche von 600 × 15 m ist als Landebahn gekennzeichnet.

## Flugplatz und Ausstattung
Der Flugplatz ist für Luftfahrzeuge aller Art bis 2000 kg MTOW sowie für Hubschrauber bis 5700 kg und hat keine geregelten Betriebszeiten. Der Betreiber ist der Aero-Club Bad Neustadt e. V.
Es besteht ein Wirtschaftsgebäude, ein Tower (Frequenz 121,215 MHz), mehrere Hangars und ein Clubheim. Es gibt eine Windenstarteinrichtung und Tankmöglichkeiten.

## Zwischenfälle
- Am 17. Juli 2001 havarierte ein Segelflugzeug Schneider LS3 beim Landeanflug in einem Hang. Das Flugzeug wurde zerstört, der Pilot schwer verletzt.[3]:11
- Am 25. April 2014 verunglückte eine Cessna 172 beim Landeanflug. Die Maschine wurde schwer beschädigt und die vier Insassen leicht verletzt.[4][5][6]:15

## Verkehr
Eine Gemeindestraße erschließt den Flugplatz über die St 2445/B 279 zu der vier Kilometer östlich verlaufenden Bundesautobahn 71 hin. Der ÖPNV bedient den Flugplatz nicht direkt, aber im Ort verkehrt ein Stadtbus, der zum Bahnhof Bad Neustadt fährt. Dort besteht eine Zustiegsmöglichkeit zu dem Mainfranken-Thüringen-Express.